# Skadeståndsrätt
Skadeståndsrätt är den gren inom civilrätten som behandlar skadestånd. Den reglerar vem som har rätt till skadestånd, och hur stort skadeståndet skall vara. Skadeståndsrätten regleras främst i skadeståndslagen (1972:207), men specialregler återfinns även i många andra lagar. Skadeståndsansvar kan också avtalas om.
Vidare brukar skadeståndsrätten delas upp i två delar. Den nämna skadeståndslagen reglerar framförallt den utomobligatoriska skadeståndsrätten. Exempel på när utomobligatorisk skadeståndsrätt kan uppstå är i samband med brott, vid personskada, sakskada eller kränkning. Utöver denna typ finns också den kontraktuella skadeståndsrätten, vilken kanske är än mer vanlig. Den kontraktuella delen har inte sällan sin grund i avtal. Som exempel kan ges skolboksexemplet om akvarieköpet. Om en privatperson köper ett begagnat akvarium av en annan privatperson, ansvarar säljaren om akvariet brister endast för den köpta produkten (d.v.s. skadan på akvariet). Köparen kan dock avtala sig till ett hårdare skadeståndsansvar, som även omfattar de fuktskador som det trasiga akvariet åsamkar honom. Detta är den kontraktuella skadeståndsrätten; när den vållande och den skadade har en avtalsrelation.
I samband med brott har brottsoffret nästan alltid rätt till skadestånd enligt svensk rätt. Det är en huvudprincip inom skadeståndsrätten att brott också medför skadeståndsansvar. I praktiken handläggs ofta brottsoffrets skadestånd jämte åtalet. Om åtalet bifalls, bifalls också skadeståndet, och om åtalet ogillas, ogillas i regel också skadeståndet. Detta gäller dock inte alltid. Det viktiga är att ett brott är begånget och inte att den tilltalade döms. Även den som inte är straffmyndig kan nämligen dra på sig skadeståndsansvar (vanligt vid t.ex. skadegörelse). Trots det starka sambandet med straffrätten hör dock skadeståndsrätten till det civilrättsliga området. Denna distinktion motiveras ibland med att straffet för ett brott uttrycker samhällets ogillande av en viss handling, medan skadeståndet ska ”ställa situationen till rätta” mellan förövaren och brottsoffret. 